# Andriej Kucyński
Andriej Aleksandrowicz Kucyński (Kuczyńskij) (ur. 1803, zm. 1875) – generał kawalerii armii Imperium Rosyjskiego.
Służył w żandarmerii, naczelnik III, później IV Okręgu Korpusu Żandarmów. Przed 1863 śledził polskie przygotowania powstańcze. Nagrodzony przez cara nadaniem majątku Orło pod Brokiem, gdzie zmarł.